# Alttoggenburg
Der Bezirk Alttoggenburg war bis Ende 2002 eine Verwaltungseinheit des Kantons St. Gallen in der Schweiz. Er entstand 1831 durch Aufteilung des bisherigen Bezirks Untertoggenburg in den Bezirk Alttoggenburg und den „neuen“ Bezirk Untertoggenburg.
Seit 2003 gehört der Bezirk Alttoggenburg dem Wahlkreis Toggenburg an. Sein Gebiet – zusammen mit Ganterschwil (heute Teil der Gemeinde Bütschwil-Ganterschwil) und dem westlichen Teil der Gemeinde Oberhelfenschwil – wird heute in der Regel als unteres Toggenburg bezeichnet.

## Die Gemeinden des ehemaligen Bezirks Alttoggenburg
| Wappen    | Gemeindename | PLZ       | Einwohner (31. Dezember 2023) | Fläche in km² | Einwohner pro km² |
| --------- | ------------ | --------- | ----------------------------- | ------------- | ----------------- |
| Bütschwil | Bütschwil    | 9606      | 3495                          | 13,79         | 253               |
| Kirchberg | Kirchberg    | 9533      | 9755                          | 42,54         | 229               |
| Lütisburg | Lütisburg    | 9604      | 1645                          | 14,10         | 117               |
| Mosnang   | Mosnang      | 9607      | 2969                          | 50,51         | 59                |
| Total (4) | Total (4)    | Total (4) | 17’666                        | 120,94        | 146               |

Das Bundesamt für Statistik führte den Bezirk unter der BFS-Nr. 1701.